# Уграицкий, Николай Тихонович
Николай Тихонович Уграицкий (6 марта 1927, Харьков, Украинская ССР, СССР — 7 июня 1969, Харьков) — советский футболист, вратарь, тренер. Мастер спорта СССР (1961).

## Биография
Всю карьеру игрока провёл в родном Харькове. В 1947 году дебютировал в команде мастеров II группы «Локомотив», в составе которой в 1949—1950 и 1953—1954 годах выступал в классе «А». В 1956 году начал выступать за «Авангард», заменивший в классе «Б» «Локомотив». В 1957 году новый главный тренер команды Иван Золотухин вывел Уграицкого из состава, и тот стал выступать за волейбольную команду ХАИ и футбольную команду «Торпедо». Причём в составе торпедовцев Уграицкий выступал в нападении. Он помог команде выиграть Турнир на приз Харьковского областного комитета физкультуры в честь 40-летия Октябрьской революции. В следующем сезоне «Авангард» возглавил Виталий Зуб, который вернул Уграицкого в команду. 17 октября 1961 в гостевом матче с «Динамо» Киев получил тяжёлую травму (по одной версии — в столкновении с собственным защитником, по другой — после удара Каневского. В том сезоне «Авангард» занял 6 место и пропустил меньше всех голов — 25 в 30 играх. Уграицкий отыграл следующий сезон, после чего завершил карьеру.
Помимо футбола, играл в волейбол, хоккей с мячом, хоккей с шайбой. Отличался прыгучестью, игрой на выходах, кулаками мог выбить мяч до центра поля. В 1961 году был включён в число 33 лучших футболистов Украины. Отклонял приглашения московских команд, но, по мнению специалистов, был одним из лучших вратарей страны, наряду с Львом Яшиным.
Работал старшим преподавателем в ХАИ на кафедре физического воспитания, в 1965 — старший тренер «Спартака» Белгород.
В 1968 году в родинку, находившуюся на груди у Уграицкого, попал шнуровкой мяч. Из-за развившейся саркомы он скончался в следующем году в возрасте 42 лет.
В 1970-е годы был учрежден Кубок Уграицкого, разыгрывавшийся среди коллективов физкультуры.